# Malchiner See
Malchiner See er en sø der ligger mellem landkeisene Mecklenburgische Seenplatte og Rostock (landkreis) i Mecklenburg-Vorpommern i Tyskland. Den har et areal på 13,95 km2 og ligger 0,8 moh. Det er forbundet med Kummerow-søen ved Peene- og Dahme -floderne. Den er en del af Naturpark Mecklenburgische Schweiz und Kummerower See.